# Грабостув (Пйотрковський повіт)
Грабостув (пол. Grabostów) — село в Польщі, у гміні Гожковіце Пйотрковського повіту Лодзинського воєводства. Населення — 183 особи (2011).
У 1975-1998 роках село належало до Пйотрковського воєводства.

## Демографія
Демографічна структура станом на 31 березня 2011 року:
|          | Загалом | Допрацездатний вік | Працездатний вік | Постпрацездатний вік |
| -------- | ------- | ------------------ | ---------------- | -------------------- |
| Чоловіки | 98      | 21                 | 69               | 8                    |
| Жінки    | 85      | 20                 | 46               | 19                   |
| Разом    | 183     | 41                 | 115              | 27                   |